# Волфганг Петерсен
Волфганг Петерсен, американизовано Питерсен (енгл. Wolfgang Petersen; Емден, 14. марта 1941 — Брентвуд, 12. август 2022) био је немачко амерички сценариста, филмски режисер и продуцент. Номинован је за награде БАФТА, Хуго и два Оскара.
Његови најпознатији филмови су Бескрајна прича (1984), Мој непријатељ (1985), На линији ватре (1993), Смртоносни вирус (1995), Председнички авион (1997), Савршена олуја (2000), Троја (2004) и Посејдон (2006). За ратну драму Подморница из 1981. номинован је за Оскара за најбољу режију и оригинални сценарио и за награду БАФТА за најбољи страни филм.